# Governo dell'Isola d'Elba
Il governo civile e militare dell'Isola d'Elba fu una suddivisione amministrativa del Granducato di Toscana. Completamente insulare, aveva per capoluogo la città di Portoferraio. Nel 1849 contava 20.061 abitanti, di cui 4.828 nel capoluogo. Dopo l'Unità d'Italia formò insieme al governo di Livorno la provincia di tale città, che mantenne questi confini fino al 1925, quando fu ampliata dall'acquisto di vari comuni della provincia di Pisa.